# Pseudanisakis truncata
Pseudanisakis truncata is een rondwormensoort uit de familie van de Anisakidae. De wetenschappelijke naam van de soort is voor het eerst geldig gepubliceerd in 1871 door van Beneden.